# Emmelie Scholtens
Emmelie Scholtens est une cavalière internationale de dressage Néerlandaise, née le 27 octobre 1985 à Groningue aux Pays-Bas. Elle a notamment participé aux Jeux Olympiques d'été de 2024 à Paris et les Jeux équestres mondiaux de 2018 à Tryon.

## Biographie
Emmelie Scholtens est la fille de Thea Moerkert une éleveuse de chevaux Néerlandaise. Issue d'une famille de cavaliers elle commence l'équitation très jeune. Elle commence sa carrière en 2006 au Stal Laarakkers et participe au championnat du monde jeunes chevaux à Verden en 2006 avec Uphill et fini 15e dans la catégorie chevaux de 5 ans, puis en 2008 avec Wespoint dans la catégorie 5 ans ou elle fini 35e et dans la même catégorie avec Westenwind ou elle fini 9e. Elle change d'écurie en 2009 pour Stal Witte à Schijndel. En 2009 toujours aux championnats du monde jeune chevaux dans la catégorie 6 ans elle fini 1re avec Wespoint. En 2010 dans la catégorie 5 ans elle fini aussi première avec Astrix et en 2011 toujours avec Astrix chez les 6 ans elle est encore 1re, et arrive aussi dans la catégorie 5 ans 3e avec Bretton Woods et 8e avec Borencio. En 2012 dans la catégorie 5 ans elle fini 5e avec Charmeur et dans la catégorie 6 ans 2e avec Borencio et 7e avec Santo Domingo. En 2013 dans la catégorie 5 ans elle fini 3e avec Dorado et 7e avec Desperado. En 2014 dans la catégorie 5 ans elle fini 11e avec Estoril et dans la catégorie 6 ans 6e avec Dorado et 8e avec Desperado. En 2015 dans la catégorie 6 ans elle fini 5e avec Estoril. En 2018 au championnat du monde jeunes chevaux à Ermelo elle fini 9e avec Indian Rock dans la catégorie 5 ans. En 2018 elle participe au jeux équestre mondiaux avec six autres cavaliers Néerlandais qui se tiennent aux États-Unis suite au retrait de la ville organisatrice de Bromont au Canada,. Elle fini 23e en individuel au Grand Prix avec 72,733 et 5e par équipe avec Apache et au Grand prix spécial elle fini 25e,. En 2019 à Ermelo elle fini 7e du championnat du monde jeune chevaux avec Johnny be Goode. Elle fini 8e de la final de la coupe du monde à Göteborg sur Apache avec un score de 80,782. Au championnat continental/régional à Rotterdam elle fini 13e en individuel au Grand prix et 2e par équipe et 29e au Grand prix spécial sur Desperado. À Malines elle remporte sa meilleur performance avec Desperado obtenant 85,075 fin décembre 2019. Au jeux équestres mondiaux de 2022 pour les championnats du monde FEI d'équitation 2022 à Herning elle est sélectionnée avec 6 autres cavaliers dont Dinja van Liere qui fera aussi les J-O de Paris. Au Grand prix elle fini 17e en individuelle et 5e par équipe, au Grand prix spécial 14e et Grand prix Freestyle 15e sur Indian Rock. Toujours en 2022 à Ermelo pour le championnat du monde des jeunes chevaux dans la catégorie 6 ans elle fini 4e avec Las Vegas. En 2023 au championnat continental/régional à Reisenbeck avec Indian Rock elle fini 13e en individuel et 5e par équipe au Grand prix, 9e au Grand prix spécial et 12e au Grand prix Freestyle. En février 2024 elle remporte avec Indian Rock la coupe du monde de Neumünster devant Patrik Kittel et Mathias Alexander Rath. La même année à Ermelo elle fini 43e et 24e avec No Nonsence D lors des test préliminaire pour les chevaux de 6 ans. Elle participe ensuite au J-O de Paris 2024 qui pour les épreuves équestres se déroule dans le parc du château de Versailles. La finale des épreuves de dressage ont lieu le 3 août après que les Pays-Bas se soient qualifiés,. Elle Fini 12e au Grand prix, 20e au Grand prix spéciale en individuelle et 4e par équipe et 11e au Grand prix Freestyle ou elle se fait remarquée avec de la musique de Formule 1 rendant hommage à Max Verstappen,. Après les jeux elle vend Indian Rock et Desperado prend sa retraite.

## Vie privée
En 2022 elle donne naissance à une fille nommée Micky et en 2025 elle se retire de la compétition étant à nouveau enceinte d'un second enfant.

## Images

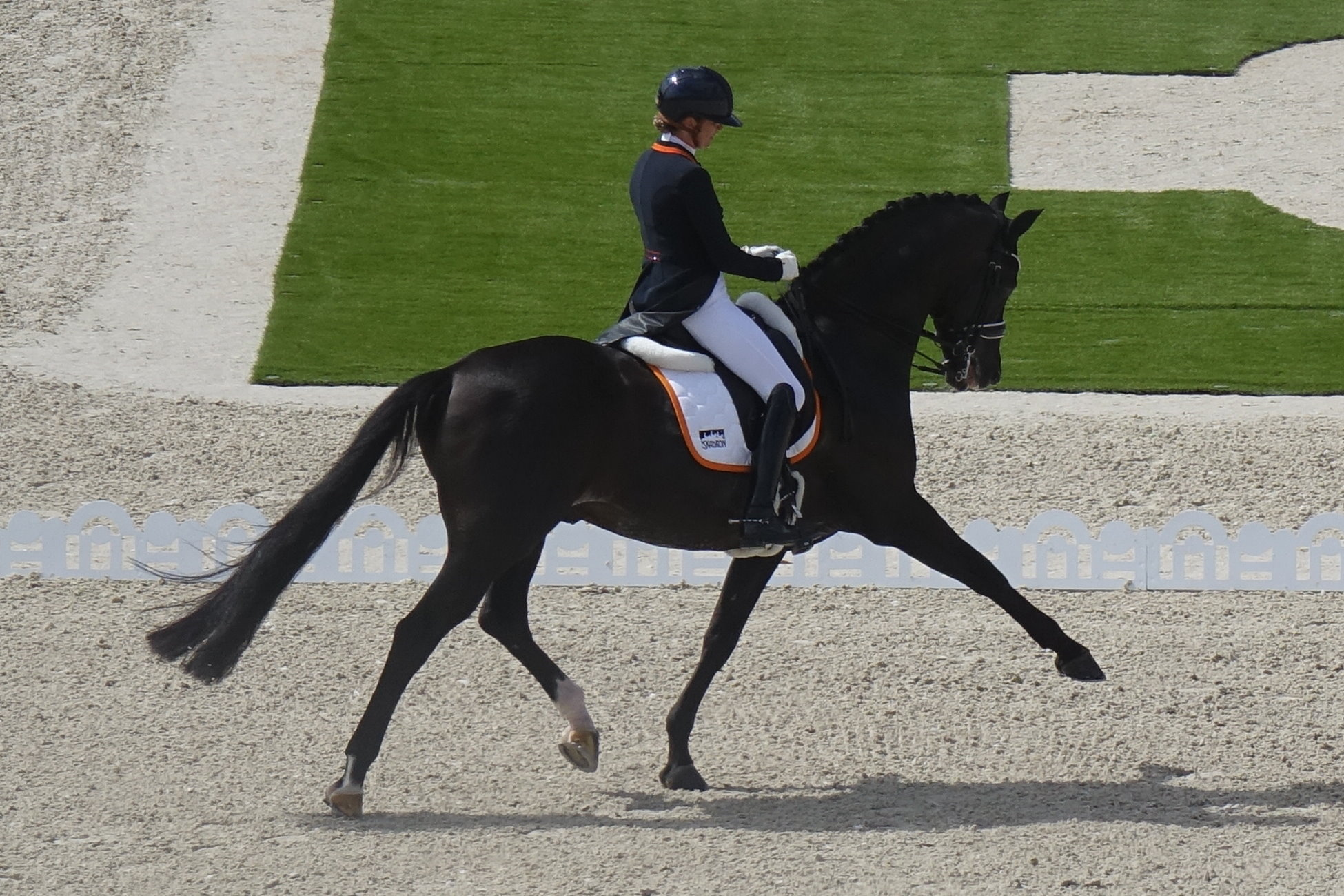
Emmelie Scholtens aux Jeux olympiques d'été de 2024 à Versailles sur Indian Rock.
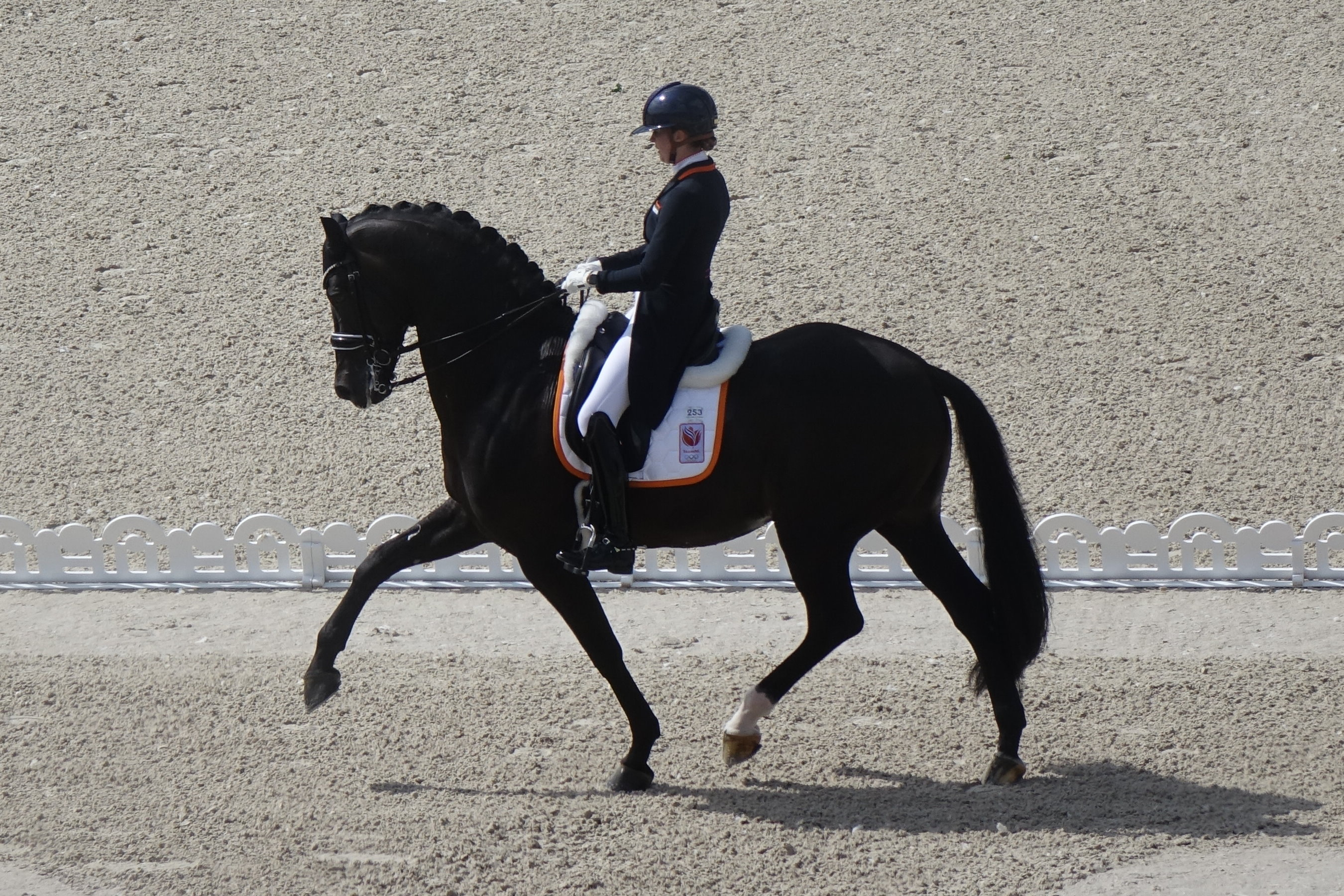
Jeux olympique de Paris 2024.
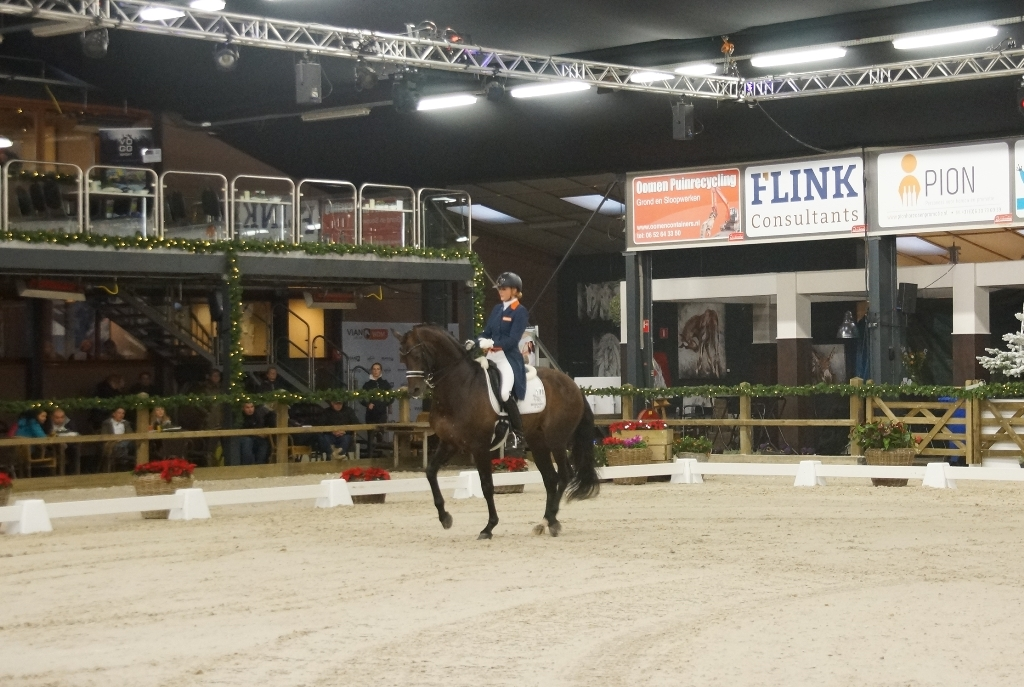
Emmelie Scholtens sur Apache à Rosendael en 2015.